# Nouvelle Vague (zespół muzyczny)
Nouvelle Vague – francuska grupa muzyczna założona w 2003 przez Marca Collina i Oliviera Libaux.
Nazwa zespołu – Nouvelle Vague w języku francuskim znaczy „nowa fala”. Nazwa ma podkreślać „francuskość” oraz „artystyczność” w nawiązaniu do Nowej Fali w kinie francuskim z lat 60 i źródeł tworzonych aranżacji (covery utworów muzyki punk rock, post punk, nowej fali) oraz wykorzystywaniu stylistyki bossa nova.
Nouvelle Vague współpracuje z wieloma znanymi francuskimi artystami, tworzącymi „Renouveau de la chanson française” („Odnowienie francuskiego chansonu”) m.in. Anaïs Croze, Camille Dalmais, Phoebe Killdeer, Mélanie Pain, Marina Céleste oraz Gerald Toto.

## Dyskografia

### Albumy
- Nouvelle vague (Peacefrog Records, 2004)
- Bande à part (Peacefrog Records, 2006)
- Late Night Tales: Nouvelle Vague (Azuli, 2007)
- 3 (Peacefrog Records, 2009)
- The Best of (Peacefrog Records, 2010)
- Couleurs sur Paris (Peacefrog Records, 2010)

### Single
- Eisbær (The Perfect Kiss / Peacefrog Records, 2006)

### Inne
- Acoustic 05 (2005, Echo) – „Just Can't Get Enough”
- Chillout Sessions 9 (2006, Ministry of Sound) – „Blue Monday”
- Acoustic 07 (2007, V2 Records) – „Heart of Glass”